# Muỗi vằn châu Á
Aedes albopictus, dân gian gọi là muỗi vằn (tiếng Anh: Asian tiger mosquito, tức "muỗi hổ châu Á"), đây là loài muỗi có nguồn gốc tại Đông Nam Á, và có từ Madagascar về phía đông cho tới New Guinea, và phía bắc tới độ vĩ của Triều Tiên. Loài này cũng được thấy tại miền Nam Hoa Kỳ từ năm 1985, và tại Nigeria từ năm 2002. Năm 2007, loài này cũng có tại New Zealand Đông Canada, và 12 nước châu Âu bao gồm Ý và Tây Ban Nha. Muỗi này có đặc điểm chân có khoang trắng đen và mình nhỏ, có màu trắng hoặc đen (xem hình).
Muỗi Aedes albopictus thích sống ở các bụi cây, đám cỏ, chủ yếu ở vùng nông thôn. Sau khi hút máu một người bệnh, muỗi cái có thể truyền bệnh ngay nếu hút máu một người lành hoặc virus nhân lên ở tuyến nước bọt của muỗi sau đó 8-10 ngày hút máu người lành có thể truyền bệnh.

## Hình ảnh

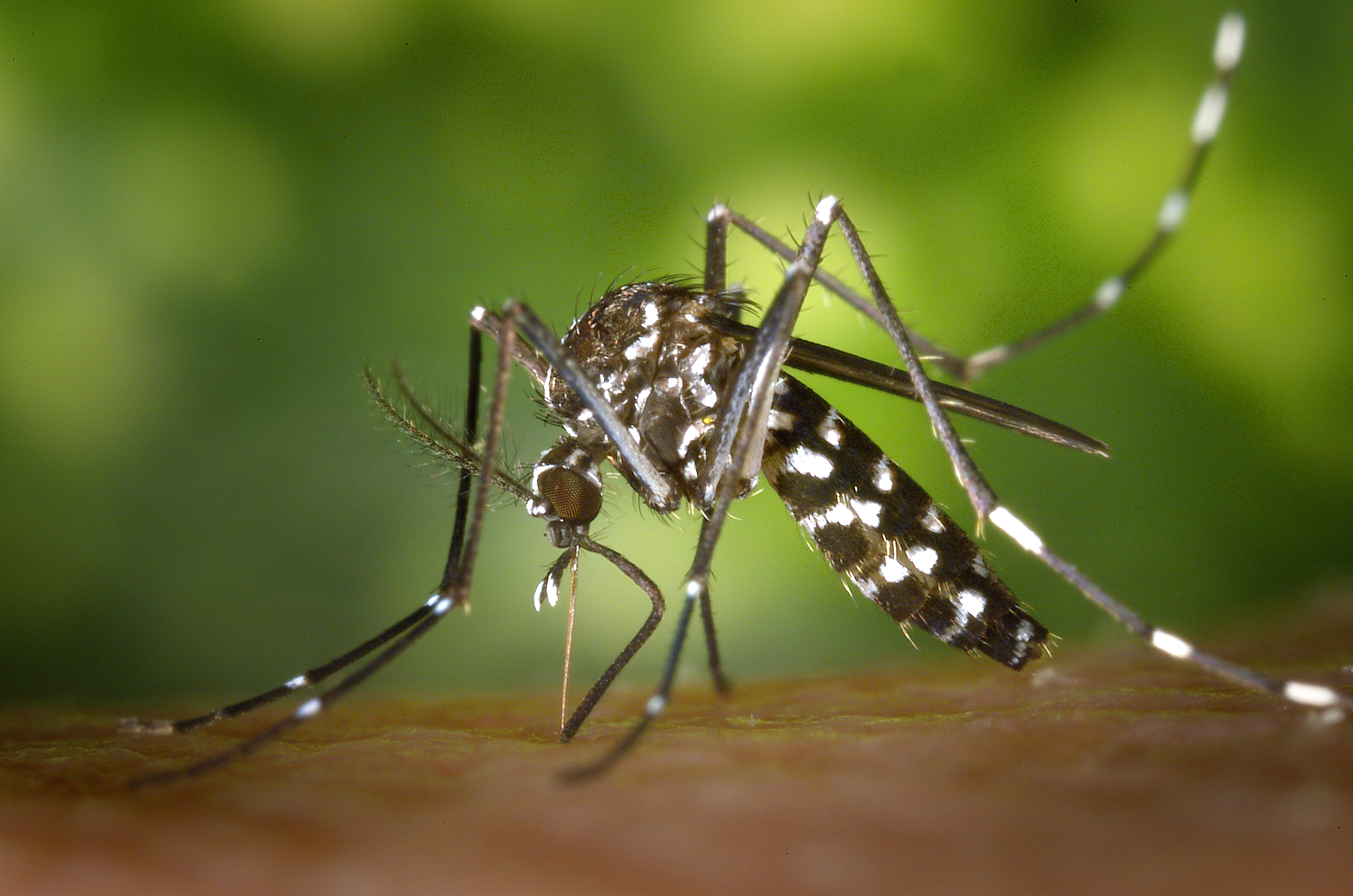
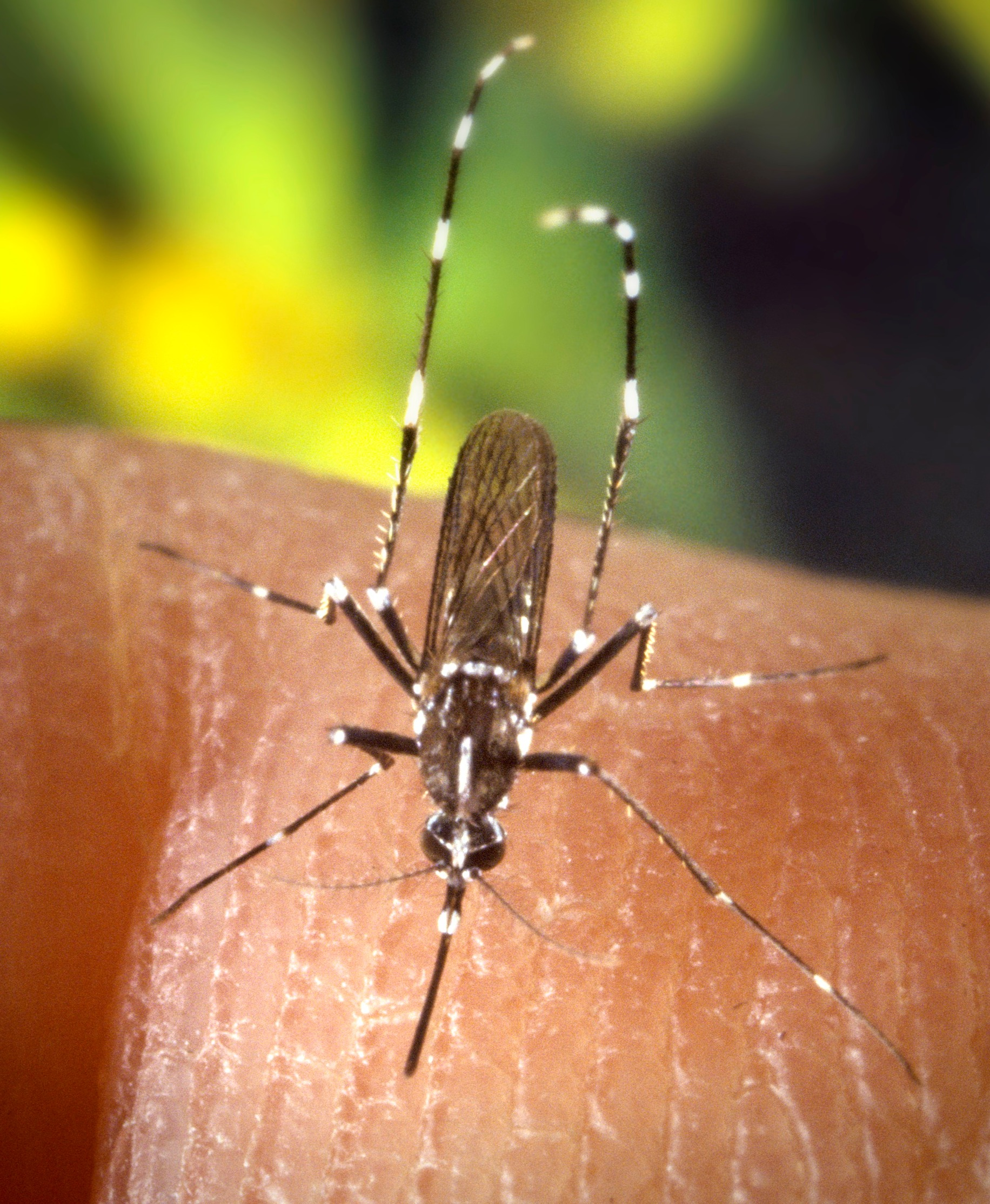
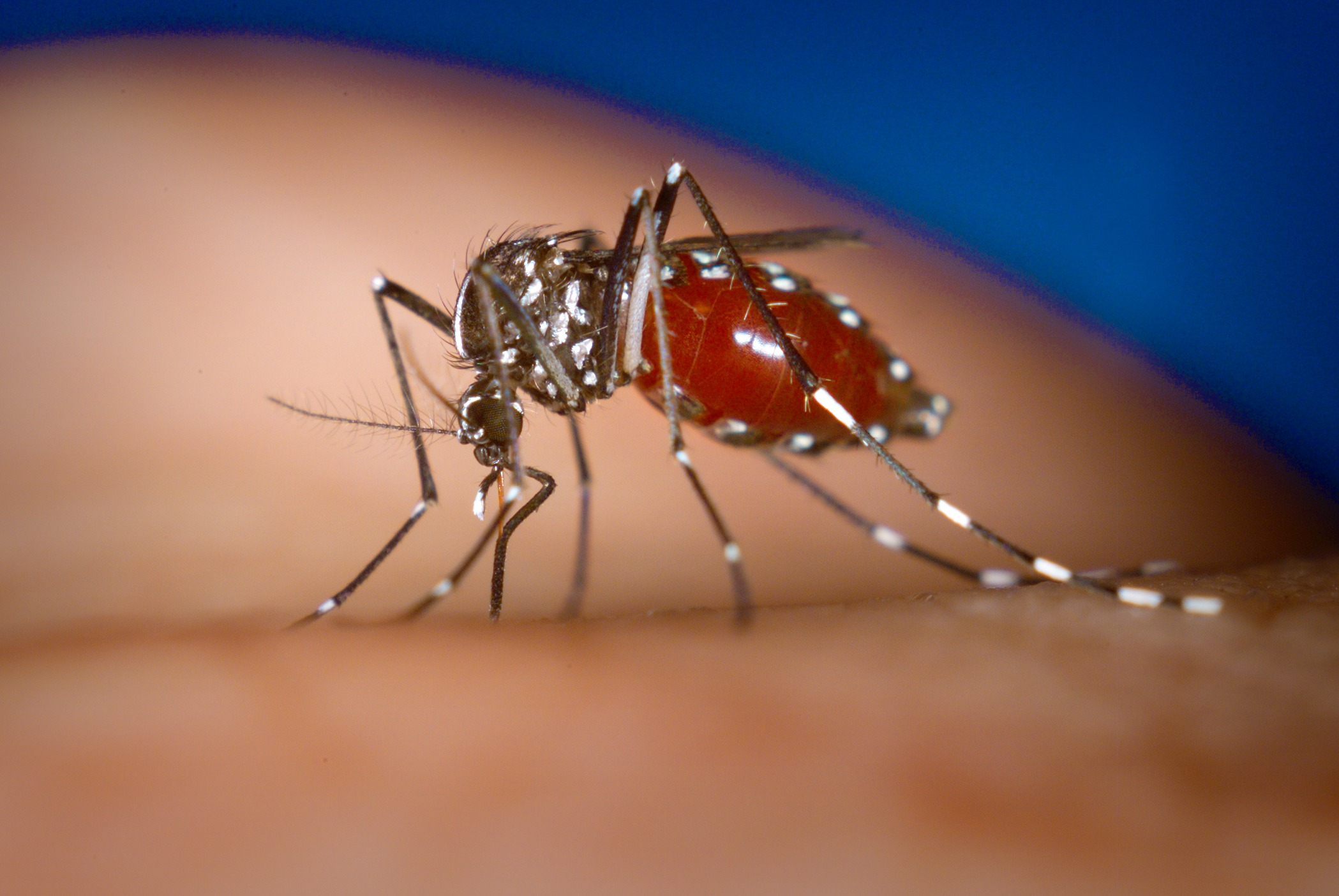
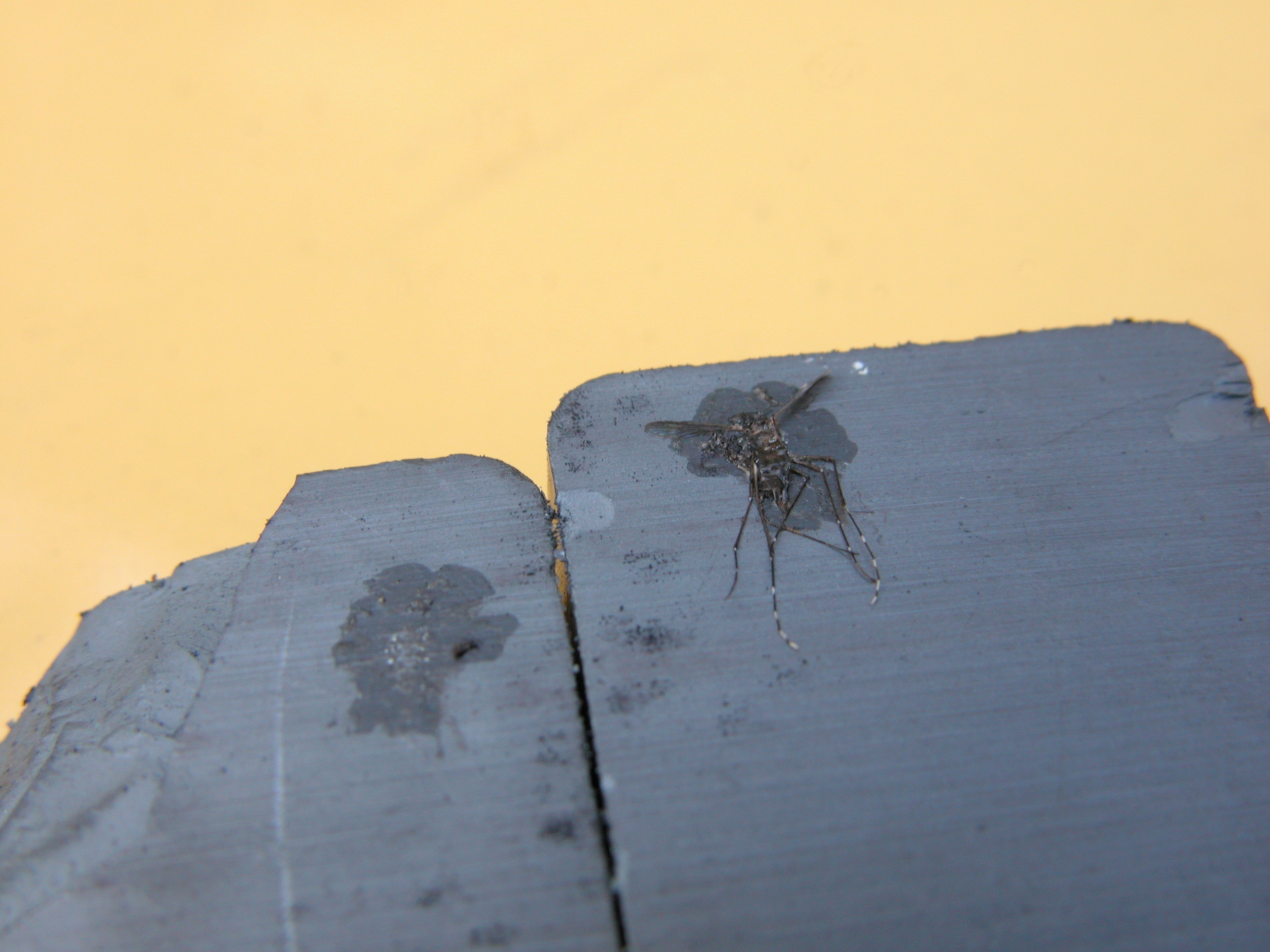